# Veto (studentenkrant)
Studentenkrant Veto is het onafhankelijk studentenweekblad van de Leuvense Overkoepelende KringOrganisatie (LOKO), de studentenkoepel van de universiteitsstudenten aan de KU Leuven. Veto bericht over de studentenactualiteit in Leuven en daarbuiten en wordt volledig door student-vrijwilligers gemaakt.
Veto verschijnt driewekelijks op maandag tijdens het academiejaar in een oplage van 4.800 exemplaren en wordt gratis verdeeld over de meeste universiteitsgebouwen, Alma's in Leuven en de campussen van de KU Leuven in heel Vlaanderen. 

## Geschiedenis
Veto is ontstaan in navolging van de studentenprotesten van 1968 als uiting van een idealistische, rebelse en uiterst linkse studentenbeweging. Recenter is Veto meer opgeschoven naar een houding van politieke neutraliteit, al blijft het blad een progressieve ondertoon hebben. Dit vertaalt zich in de aandacht voor de sociale sector aan de universiteit en gelijke onderwijskansen voor iedereen. Het blad staat bekend om haar kritische toon wat betreft deze onderwerpen. 
Het blad werd opgericht als spreekbuis van de studentenraad, ASR, maar ontgroeide die rol al snel. Zo was Veto loyaal aan de beginselen van de studentenraad, maar kritisch tegenover het beleid ervan. De band met de erfgenamen van die studentenraad, waaronder LOKO, is echter tot op vandaag een oefening in evenwicht.   
Structureel maakte Veto deel uit van studentenkoepel LOKO tot en met het academiejaar 2021-2022. Sinds het academiejaar 2022-2023 is het studentenblad echter naast redactioneel, ook structureel onafhankelijk. Via een zogenaamde service level agreement ontvangt het wel nog steeds een toelage van LOKO.  
Het studentenblad won in 2013 en 2014 tijdens de nacht van de journalistiek de prijs voor het beste studentenblad.  

### Spelling-Geerts
Lange tijd werd in het studentenblad de alternatieve spelling-Geerts gehanteerd, die in 1994 na voortijdig te zijn uitgelekt in de krant De Standaard genadeloos door de publieke opinie werd afgeschoten. Wat aanvankelijk als een eenmalige actie begon – een protestnummer in de spelling-Geerts – werd uiteindelijk jarenlang volgehouden door de opeenvolgende Veto-redacties. 
Pas na zeven jaar, in nummer 10 van jaargang 29 (november 2002), besloot de redactie "om het (...) weer over 'chocola' en 'bureaus' te hebben in plaats van over 'sjokola' en 'buro's'." In 2005 pakte Veto onder het motto 'Konsekwent voor vereenvoudiging' nog eenmaal uit met een editie in de spelling-Geerts (nummer 4 van jaargang 32) ter gelegenheid van de kleine spellinghervorming die in oktober van dat jaar werd voorgesteld door de Nederlandse Taalunie: "zodat we nog éénmaal kunnen proeven hoe de spelling er in 1995 had kunnen uitzien." Tot op heden is Veto een van de grootste bronnen voor de spelling-Geerts.

### Campuskrant
Een voormalige rector van de KU Leuven, professor Roger Dillemans, richtte als tegengewicht voor het hem ongunstig gezinde studentenblad het universiteitsmagazine Campuskrant op, dat een mildere koers vaart ten opzichte van het beleid aan de universiteit. In 1994 bracht de Veto-redactie een persiflage uit onder de titel Cantuskramp. Op 23 januari 2008 kwam de tweede editie van Cantuskramp uit, ditmaal dubbel zo lang. Net als in de eerste Cantuskramp wordt niet enkel de stijl van Campuskrant op de korrel genomen, maar ook het beleid van de universiteit.

### Online aanwezigheid
Sinds 1995 (jaargang 21) wordt het blad als een van de eerste Vlaamse kranten ook integraal gepubliceerd op het internet. In mei 2012 werden ook jaargangen van voor 1995 online beschikbaar gemaakt. Vanaf september 2013 wordt het blad gemaakt in vierkleurendruk. In 2014 was Veto het eerste studentenblad dat via een app te lezen was op de iPad. 
Tot en met jaargang 43 (2016-2017) verscheen Veto wekelijks op papier in krantvorm. Het jaar erop, in jaargang 44, werd echter overgang gemaakt naar een tweewekelijks magazine. Veto trachtte zo in te spelen op een algemene trend in het medialandschap waarbij online nieuws belangrijker werd dan papier. Sindsdien is Veto in de eerste plaats een nieuwssite dat haar nieuws onder meer verspreid via sociale media. Het magazine dat sinds jaargang 51 niet langer om de twee maar om de drie weken verschijnt is een aanvulling op dat online-aanbod.  

### 50 jaar Veto
In academiejaar 2023-2024 werd Veto 50 jaar oud. Dat vierde het studentenblad met een tentoonstelling in de Leuvense Universiteitsbibliotheek. Een speciale werkgroep werkte daar gedurende twee jaar aan.

## Lijst met hoofdredacties
In de eerste jaren was er nog geen sprake van een hoofdredacteur (hr) of redactiesecretaris (rs), dus wordt de verantwoordelijke uitgever vermeld. Vanaf jaargang 51 ging Veto verder zonder stafmedewerker. Sinds jaargang 52 bestaat de hoofdredactie uit een hoofdredacteur en tot twee adjunct-hoofdredacteurs.  
1974-1975: Kris Van Bouchout (v.u.)

1975-1976: Marcel Meeus (v.u.)

1976-1977: Marcel Meeus (v.u.)

1977-1978: Marcel Meeus (v.u.)

1978-1979: A. Dewit (v.u.)

1979-1980: A. Dewit (v.u)

1980-1981: Paul Heydens (v.u)

1981-1982: Bruno Leynse (v.u.)

1982-1983: Marcel Meeus (v.u.)

1983-1984: Luc Baltussen (v.u.)

1984-1985: Paul Bijnens (hr) & Filip Huyzentruyt (rs)

1985-1986: Pascal Lefèvre & Bert Malliet (hr) & Filip Huyzentruyt (rs)

1986-1987: Didier Wijnants (hr) & Hilde Devoghel (rs)

1987-1988: Geert Coene (hr) & Didier Wijnants (rs)

1988-1989: Erik Paredis (hr) & Carla Rosseels (rs)

1989-1990: Johan Reyniers (hr) & Walter Pauli (rs)

1990-1991: Koen Hendrickx (hr) & Stef Wauters (rs)

1991-1992: Dirk Boeckx (hr) & Pieter De Gryse (rs)

1992-1993: Steven Van Garsse (hr) & Ria Vandermaesen (rs)

1993-1994: Kris Jacobs (hr) & Karen De Pooter (rs)

1994-1995: Kris Jacobs (hr) & Peter Van Rompaey (rs)

1995-1996: Bart Eeckhout (hr) & Annemie Deckx (rs)

1996-1997: Annemie Deckx (hr) & Ann Bries (rs)

1997-1998: Raf Gerits (hr) & Bart Eeckhout (rs)

1998-1999: Jeroen Lissens (hr) & Benny Debruyne (rs)

1999-2000: Bart De Schrijver (hr) & Peter Mangelschots (rs)

2000-2001: Marie-Anne Dedeurwaerdere (hr) & Loes Geuens (rs)

2001-2002: Thomas Leys (hr) & Tijl Vereenooghe (rs)

2002-2003: Thomas Leys (hr) & David Adriaen (rs)

2003-2004: Kris Malefason (hr) & Joris Beckers (rs)

2004-2005: Ben Deboeck (hr) & Wim Gemoets (rs)

2005-2006: Bram Delen (hr) & Gijs Van Gassen (rs)

2006-2007: Simon Horsten (hr) & Ilse De Witte(rs)

2007-2008: Maarten Goethals (hr) & An Moerenhout (rs)

2008-2009: Ken Lambeets (hr) & Christoph Meeussen (rs)

2009-2010: Maud Oeyen (hr) & Jeroen Deblaere (rs)

2010-2011: Ruben Bruynooghe (hr) & Geert Janssen (rs)

2011-2012: Pieter Haeck (hr) & Els Dehaen (rs)

2012-2013: Jelle Mampaey (hr) & Margot Hollevoet (rs)

2013-2014: Jens Cardinaels (hr) & Frank Pietermaat (rs)

2014-2015: Korneel De Schamp (hr) & Sam Rijnders (rs)

2015-2016: Roderik De Truck (hr) & Margot De Boeck (rs)

2016-2017: Simon Grymonprez (hr) & Brecht Castel (rs)

2017-2018: Nora Sleiderink (hr) & Tom Dinneweth (rs)

2018-2019: Vinsent Nollet (hr) & Daphne De Roo (rs)

2019-2020: Ana Van Liedekerke (hr) &  Lien De Proost (rs)

2020-2021: Daan Delespaul (hr) & Jan Costers (rs)

2021-2022: Tijs Keukeleire (hr) & Jan Costers (rs)

2022-2023: Joanna Wils (hr) & Jan Costers (rs)

2023-2024: Kasper Nollet (hr) & Freya Caris (rs)

2024-2025: Simon Tibo (hr) & Robin Geukens (rc)

2025-2026: Elias Fret (hr), Kimberly Vrancken (ahr) & Femke Van Crombrugge (ahr)

## Bekende oud-leden
- Walter Pauli,[4] redacteur bij Knack
- Stef Wauters,[5] nieuwsanker voor VTM Nieuws
- Bart Eeckhout, voormalig hoofdredacteur van De Morgen
- Remy Amkreutz, hoofdredacteur van De Morgen
- An Moerenhout, Vlaams parlementslid voor Groen
- Pascal Lefèvre, striphistoricus en -theoreticus
- Peter Mangelschots,[6] dichter en schrijver